# Encyclopedia of Mathematics
L'Encyclopedia of Mathematics és una obra de referència en matemàtiques.
Una nova versió dinàmica de l'enciclopèdia ja està disponible com a wiki pública en línia. Aquest nou wiki és una col·laboració entre Springer i la Societat Matemàtica Europea. Aquesta nova versió de l'enciclopèdia inclou tot el contingut de la versió en línia anterior, però ara totes les entrades es poden actualitzar públicament per incloure els nous avenços en matemàtiques. La precisió del contingut de totes les entrades serà supervisada pels membres d'un consell editorial seleccionat per la Societat Matemàtica Europea.

## Visió general
La versió de 2002 conté més de 8 000 entrades que cobreixen la majoria de les àrees de matemàtiques a nivell de postgrau, i la presentació és de naturalesa tècnica. L'enciclopèdia està editada per Michiel Hazewinkel i va ser publicada per Kluwer Academic Publishers fins al 2003, quan Kluwer va passar a formar part de Springer. El CD-ROM conté animacions i objectes tridimensionals.
L'enciclopèdia ha estat traduïda de la Matematicheskaya entsiklopediya soviètica (1977) editada originalment per Ivan Matveevich Vinogradov i ampliada amb comentaris i tres suplements afegint milers d'articles.
Fins al 29 de novembre de 2011, una versió estàtica de l'enciclopèdia es podia navegar en línia gratuïtament. Aquest URL ara redirigeix a la nova encarnació wiki de l'Encyclopedia.